# يزيد بن زريع
أبو معاوية يزيد بن زريع العيشي البصري حافظ ومجود، وأحد رواة الحديث النبوي. محدث البصرة مع حماد بن زيد، وعبد الوارث، ومعتمر بن سليمان، وعبد الواحد بن زياد، وجعفر بن سليمان، ووهيب بن خالد، وخالد بن الحارث، وبشر بن المفضل، وإسماعيل بن علية . هؤلاء العشرة كانوا في زمانهم أئمة الحديث بالبصرة.

## رواية الحديث
- روى عن: أيوب السختياني، ويونس بن عبيد، وخالد الحذاء، وحسين المعلم، وحبيب المعلم، وحبيب بن الشهيد، وحجاج بن حجاج، وحجاج بن أبي عثمان، وحميد الطويل، وداود بن أبي هند، وسعيد بن أبي عروبة، وسليمان بن طرخان التيمي، وعبد الله بن عون، وعوف، وعمارة بن أبي حفصة، وهشام بن عروة، ويحيى بن أبي إسحاق الحضرمي، وسعيد الجريري، وروح بن القاسم، وطائفة غيرهم، ولم يرتحل يزيد من البصرة.
- روى عنه: عبد الرحمن بن مهدي، ومسدد بن مسرهد، وعلي بن المديني، وأمية بن بسطام، والقواريري، ومحمد بن المنهال الضرير، ومحمد بن منهال أخو حجاج، وأحمد بن المقدام، ونصر بن علي الجهضمي، وخلق كثير غيرهم.[2] روى له الجماعة.[3]

## وفاته
توفي يزيد في سنة 182 هـ.